# High School DxD
High School DxD is een Japanse anime-serie, manga en light novel oorspronkelijk geschreven door Ichiei Ishibumi. Het eerste editie van de light novel kwam in Japan uit op 20 september 2008. Er zijn in 2022 in totaal 25 edities op de Japanse markt uitgebracht.

## Genre
High School DxD valt onder de genres Harem en Ecchi, de serie wordt ook vaak verward met een Isekai, echter is High School DxD geen Isekai anime omdat het hoofdpersonage Issei niet in een andere wereld herboren wordt, maar in de wereld waar hij voorheen al leefde.

## Verhaal

### Plot
Het verhaal gaat over Issei Hyodo, een Japanse middelbare scholier uit de fictieve stad Kuoh met de droom om ooit een haremkoning te worden. Hij wordt vermoord op zijn eerste date (dit blijkt achteraf een gevallen engel te zijn) en wordt gered en gereïncarneerd tot duivel door de roodharige duivel prinses Rias Gremory die naast Issei ook aan de middelbare school Kuoh Academy studeert.

### Verhaal
Kuoh Academy is een voormalige meisjesschool die onlangs is begonnen is met het toelaten van jongens. De school heeft een geheim, onbekend bij normale mensen maken engelen, gevallen engelen en duivels deel uit van de studenten. Een van deze studenten, Issei Hyodo, is een tweedejaars menselijke student die een vredig leven leidt. Na een gewone schooldag wordt Issei plotseling mee uit gevraagd door een meisje genaamd Yuma Amano. Na hun date brengt Yuma Issei naar een plaatselijk park en doet het verrassende verzoek dat ze wil dat Issei voor haar sterft. Ze onthult zichzelf als Raynare, een gevallen engel, en ze probeert hem te doden. Met behulp van een oproep via haar oproepingskaart verschijnt Rias Gremory, een derdejaarsstudente aan de Kuoh Academy waar Issei ook studeert, en reïncarneert hem. Issei wordt de volgende ochtend wakker en denkt dat de gebeurtenissen die zich hebben voorgedaan allemaal maar een droom waren. Onmiddellijk nadat hij de volgende avond is aangevallen door een andere gevallen engel en wakker wordt, ziet hij Rias naakt in zijn kamer. Rias onthult haar ware identiteit als duivel aan Issei en zegt dat als gevolg van zijn dood door toedoen van Yuma, ze hem als duivel heeft gereïncarneerd, waardoor hij tevens haar dienaar is geworden.

### Verhaallijnen
Ishibumi heeft het verhaal opgesplitst tot verschillende verhaallijnen, hieronder een lijst van de verschillende verhaallijnen in High School DxD.

#### Lijst
1. The Red Dragon Emperor's Awakening (vol. 1 en 2)
2. Birth of the Breast Dragon Emperor (vol. 3 t/m 6
3. The Heroic Oppai Dragon (vol. 7 t/m 12)
4. The Legend of Oppai Dragon and his Lively Companions (vol. 14 t/m 21)
5. Red Dragon Emperor of the Blazing Truth × White Dragon Emperor of the Morning Star: The True Dragon(s) of the Kuoh Academy (vol. 22 t/m 25)

#### Bijverhalen
Er zijn ook 3 edities met korte bij-verhalen gepubliceerd, dit zijn volumes 8, 13 en 15.

### Hoofdpersonages
De volgende hoofdpersonages spelen in de serie.
- Issei Hyodo
- Rias Gremory
- Akeno Himejima
- Koneko Toujou
- Asia Argento
- Yuuto Kiba

## Manga
Voordat de anime-serie aangekondigd werd is er een manga verschenen op basis van de light novels van High School DxD.

## Anime
Een door TNK geproduceerde anime adaptie van de light novel werd tussen 6 januari 2012 en 23 maart 2012 uitgezonden op het Japanse televisienetwerk AT-X.

### Seizoenen
Er zijn in 2022 in totaal vier seizoenen uitgezonden van de High School DxD-anime en een aantal "original video animations" (OVA's) en extra afleveringen.

#### Lijst van seizoenen
1. Seizoen 1 (High School DxD)[4]
2. Seizoen 2 (High School DxD New)[5]
3. Seizoen 3 (High School DxD BorN)[6]
4. Seizoen 4 (High School DxD Hero)[7]

#### Seizoen 5
Sinds het aflopen van seizoen 4 van High School DxD wordt door fans gespeculeerd over de komst van een eventueel seizoen 5, dit seizoen is echter nog niet officieel aangekondigd.

## Computerspellen
Kadokawa Games meldde in juli 2013 dat men werkte aan de ontwikkeling van een computerspel van High School DxD voor de Nintendo 3DS. Het spel kwam na enige vertraging uit op 19 december 2013.
Ook kwam een versie uit voor de PlayStation Vita onder de titel "High School DxD New Fight". Dit spel verscheen op 28 augustus 2014 in Japan.